# 꿈을 찍는 사진사
《꿈을 찍는 사진사》는 1984년 12월 23일에 MBC TV에서 방영되었던 베스트셀러극장이다.

## 출연
- 박병훈
- 김도연
- 엄유신
- 박원숙
- 김상순
- 전인택
- 박웅
- 나성균
- 김영옥
- 박종관
- 김정하
- 신국